# Roswitha Moxter
Roswitha Moxter (* 19. September 1926 in Nieder-Weisel; † November 2004 in Potsdam) war eine deutsche Handweberin und Textil-Restauratorin.

## Leben und Werk
Roswitha Moxter absolvierte bis 1943 die Mädchenoberschule in Zweibrücken und Bitterfeld. Von 1943 bis 1944 war sie beim Reichsarbeitsdienst. Von 1944 bis 1947 machte sie an der Meisterschule für das gestaltende Handwerk in Halle in der Handweberei von Hedwig Fischer (* 1902) eine Lehre als Handweberin. Sie bestand die Gesellenprüfung und studierte von 1947 bis 1949 bei Annemarie Heuer-Strauss in der Fachklasse für Bildwirkerei an der Burg. 1950 erwarb sie den Meistertitel. Sie blieb dann noch bis zum 1. April 1951 in der Textilwerkstatt.
Parallel zur Ausbildung betrieb sie von 1947 bis 1958 eine eigene Werkstatt in Bitterfeld und dann in Thyrow. In dieser arbeiteten auch ihre Familienangehörigen, und sie gab zahlreichen Flüchtlingen aus dem Osten Arbeit, zumeist ältere Frauen, die noch traditionelle Techniken des Spinnens und Webens beherrschten. In der Werkstatt wurden insbesondere Vorhangstoffe, Tischdecken und -läufer und Kissenplatten produziert, mit denen Roswitha Moxter auf Messen und Ausstellungen vertreten war. Von 1955 bis 1970 bildete sie auch Lehrlinge aus. Von 1955 bis 1971 war sie Prüferin und Vorsitzende der Facharbeiter (Gesellen-)Prüfungskommission in der Zentralberufsschule für Handweber in Gahlkow (Loissin).
In Thyrow wohnte sie im Eichberg-Haus zu günstigen Konditionen zur Miete und hatte sie ihre Werkstatt. Nachdem in den 70er Jahren die Steuern für größere Handwerksbetriebe erhöht wurden, gab sie die industrielle Fertigung auf und verkleinerte ihre Werkstatt zu einem Textilatelier. Sie betätigte sich nun ausschließlich in der künstlerischen Weberei und als Textil-Restauratorin. Sie schuf u. a. Paramente für märkische Kirchen und erhielt als Restauratorin Aufträge für historisch bedeutsame Objekte wie das Zeltzimmer des Schlosses Charlottenhof und den Kajütraum im Schloss Cecilienhof und vom heutigen Landesmuseum für Vorgeschichte Halle/Saale. Für das Maxim-Gorki-Theater und das Berliner Ensemble wirkte sie an Theater-Kostümen und -Bühnenbildern mit.
Nach der deutschen Wiedervereinigung wurde das Eichberg-Haus an die Erben des früheren Eigentümers restituiert. Roswitha Moxter behielt zwar Wohn- und Arbeitsrecht, aber die steigenden Mietkosten konnte sie bald nicht mehr aufbringen. Sie gab die Werkstatt auf und zog 1995 nach Kloster Zinna. Dort brachte sie ihre technische Ausstattung einschließlich fünf funktionsfähiger Webstühle in das 1998 eröffnete Museum Webhaus in der Manufaktur der Weberkolonie ein und gab ihr Wissen und ihre technischen Fertigkeiten weiter.
Ab 2002 lebte Roswitha Moxter im Potsdamer Emmaus-Haus, in dem sie auch starb.
Roswitha Moxter beherrschte wie keine zweite moderne und historische Webtechniken, unter anderem die Jacquard-Weberei aus dem 18. Jahrhundert auf raumhohen Webstühlen mit Lochkarten.
Sie war Mitglied des Verbands Bildender Künstler der DDR und ab 1977 Mitglied dessen Zentraler Arbeitsgemeinschaft Restauratoren und hatte Ausstellungen in der DDR, in Bulgarien, der CSSR, der UdSSR und nach der deutschen Wiedervereinigung in der Bundesrepublik.
Roswitha Moxter blieb ledig.

## Ausstellungen (unvollständig)

### Personalausstellungen
- 1980: Potsdam, Babelsberger Ladengalerie des VEB Umweltgestaltung und Bildende Kunst (Verkaufsausstellung)
- 1982: Dornburg, Kleine Galerie (mit Claus Hößelbarth und Winfried Wunderlich)
- 1986: Weimar, Galerie im Cranach-Haus (mit Mareile Manthey)
- 1992: Winsen/Aller, Museumshof („Handgewebtes künstlerisch gestaltet“)

### Teilnahme an Ausstellungen
- 1976: Cottbus („Kunsthandwerk der Bezirke Frankfurt/Oder, Potsdam und Cottbus“)
- 1980: Leipzig, Museum des Kunsthandwerks („Textil '80. 2. Ausstellung der Textilgestaltung in der DDR“)
- 1985: Weimar, Kunsthalle am Theaterplatz („Textil '85. 3. Ausstellung der Textilgestaltung in der DDR“)
- 1993: Halle, Staatliche Galerie Moritzburg, und Karlsruhe, Badisches Landesmuseum („Burg Giebichenstein. Die hallesche Kunstschule von den Anfängen bis zur Gegenwart“)

## Weblink
- Erhart Hohenstein: Die hohe Kunst des Webens. Die Meisterschaft der Roswitha Moxter. in Potsdamer Neueste Nachrichten (Memento vom 25. Oktober 2016 im Internet Archive)